# Galerija Vjeko Božo Jarak u Potkosi
Galerija Vjeko Božo Jarak je umjetnička galerija u Potkosi, Dubrave, nadomak Stoca i Radimlje.
Zgrada je započeta kao kuća profesora Vjeke Bože Jarka, ljubitelja umjetnosti, prijatelja i velikog donatora Založbe kralja Tomislava. Nalazi se na zemlji predaka don Vjeke u Dubravama. Galerijski kompleks čini zemljište površine od oko 3000 četvornih metara i prizemni objekt od 550 četvornih metara. Projektirao ga je trostruki akademik profesor Zlatko Ugljen iz Sarajeva, prijatelj Založbe.
Zakladi (Založbi) kralja Tomislava don Vjeko Božo Jarak darovao je darovnim ugovorom 1999. više od 250 umjetnina, zemljište i započetu kuću na zemlji njegovih predaka u Dubravama u Potkosi, sa željom da se započeti objekt završi isključivo pod nadzorom Jarkova osobnog prijatelja, akademika Zlatka Ugljena i njegova vrata otvore javnosti. Galerija Vjeko Božo Jarak u Potkosi je otvorena. Zbirka sadrži slike, skulpture i vitraje.
Galerija je sićušna enklava u okružju. Spoj je hortikulture, arhitekture i likovne umjetnosti. Projektant Ugljen ju je osmislio da bude smještena usred vinograda i maslinika Potkose, izgledom se ne integrira u zatečeno, nego provokativno skreće pozornost na sebe želeći izazvati radoznalost, privući i slučajnog prolaznika. Navodi na tradicionalna gospodarstva ovog podneblja, s tendencijom nereda u primarnoj plastici. Nosi izvjestan trag nedovršenosti. Do galerijskog kompleksa dolazi se preko nekoliko obora. Građena da sliči na ljetnikovce s juga Francuske, ali s više modernizma. Posjetitelj se krećući kroz pravokutne dvodimenzionalne prostore dolazi do kružnog središnjeg prostora - atrija, odakle se otvara pogled na nadolazeće scene za izlaganje umjetničkih izložaka, iz obora, preko prstenastog prostora za izlaganje minijatura do imfluvija s inicijalnom bistom i ponovno u pravokutne zatvorene prostorije i otvorene prostore vrtova.
Vrt galerijskog kompleksa ima nasade domaćih autohtonih vrsta:masline, čempresi, oleandri, kostile, smokva, badem, oskoruša, šipak i drugi.
Zbirka sadrži djela hrvatskih umjetnika. Zastupljeni su Frano Kršinić, Kuzma Kovačić, Josip Vaništa, Blaženka Salavarda, Ksenija Kantoci, Frano Šimunović, Josip Marinović, Marija Ujević Galetović, Kruno Bošnjak, Katarina Žanić Michieli, Šime Vulas, Munir Vejzović, Zlatko Šulentić, Slavko Šohaj, Ivo Šebalj, Beahudin Selmanović, Đuro Seder, Nikola Reiser, Zlatko Prica, Josip Poljan, Ivan Lesiak, Franjo Likar, Ivan Lovrenčić, Valerije Michieli, Edo Murtić, Šime Perić, Nada Pivac i drugi.